# Al-Mansur
Abu Džafar Abd Alah ibn Mohamed al-Mansur (arabsko أبو جعفر عبد الله بن محمد المنصور‎) ali krajše al-Manṣur (arabsko المنصور) je bil drugi abasisdski kalif, ki je vladal od leta 136 do 158 po hidžri (754–775), * 714, † 6. oktober 775.
Na položaju kalifa je nasledil svojega brata al-Safaha (vladal 750–754). Znan je po ustanovitvi Okroglega mesta, ki je postal jedro cesarskega Bagdada.
Sodobni zgodovinarji menijo, da je bil al-Mansur zaradi njegove vloge pri stabilizaciji in institucionalizaciji dinastije pravi ustanovitelj Abasidskega kalifata, ene največjih držav v svetovni zgodovini.

## Življenje

### Ozadje in prihod na oblast
Al-Mansur je bil rojen okoli leta 714 v Humajmahu v današnji Jordaniji kot sin Mohameda  ibn Alija ibn Abdulaha iz družine Abasidov, potomcev al-Abasa, strica preroka Mohameda.
V času njegovega rojstva je islamskemu svetu vladala močna dinastija Omajadov, ki je v drugi četrtini 8. stoletja začela propadati, kar je povzročilo postopen razpad cesarstva. Al-Mansurjev oče je umrl leta 744, ko je novi omajadski kalif postal Marvan II.
Leta 747 je al-Mansurjev brat, imam Ibrahim, poslal generala Abu Muslima v Horasan, da bi sprožil upor proti Omajadom. Abu Muslim je bil uspešen in zbral  veliko uporniško vojsko, ki je nato zmagoslavno korakala skozi Iran in vdrla v Irak. Ibrahima so medtem Omajadi ujeli in je v ujetništvu umrl. Al-Mansur je leta 749 z družino pobegnil iz Jordanije v Kufo v Iraku, ki jo je medtem zavzela uporniška vojska. Tu so Abasidi za novega kalifa izvolili al-Mansurjevega drugega brata al-Safaha. Al-Mansur  je leta 750 v odločilni bitki pri Velikem Zabu premagal Marvana II. in zavzel Damask, s čimer so Abasidi prevzeli oblast nad celotnim Omajadskim kalifatom.
Abu Muslim al-Safah je Al-Mansurja nagradil z imenovanjem za podkralja Horasana. Abasidi so postopoma pobili vse Omajade, razen Abd al-Rahman I., ki je pobegnil v današnjo Španijo in leta 756 ustanovil Kordovski emirat. Al-Safahovo štiriletno vladavino je zaznamovalo jalovo prizadevanje za utrditev islamskega imperija, pri čemer mu je intenzivno pomagal al-Mansur. Leta 754 je al-Safah umrl in oblast v imperiju je prevzel al-Mansur.

### Kalif
Al-Mansurju se je takoj po vzponu na prestol zoperstavil njegov ambiciozni stric Abdalah ibn Ali, čigar upor je novi kalif zadušil s pomočjo horasanskega podkralja Abu Muslima. Abu Muslima je nato ukazal umoriti, s čimer je odstranil še drugega tekmeca za naziv kalifa. Kot odgovor na Abu Muslimov umor je v Iranu izbruhnilo več uporov, ki jih je al-Mansur kruto zadušil. Propadel je tudi upor leta 762, katerega vodja je imel Abu Muslima za preroka. Leta 757 je al-Mansur posredoval tudi proti šiitski sekti ravandijcev iz Horasana.
Leta 762 je Abu Džafar al-Mansur začel graditi novo prestolnico Bagdad, kamor je iz Damaska prenesel svoj sedež. S to potezo je kalif močno utrdil abasidsko oblast. Hkrati se je odzval na nemire v Basri in Kufi. Ustanovitev Bagdada je bila povezana tudi z izgradnjo novega birokratskega aparata imperija. Al-Mansurjeva politika je okrepila teokratično naravo kalifata. Za razliko od Omajadov, ki so delovali bolj kot samo arabski princi, so Abasidi še posebej poudarjali svojo navezanost na boga in preroka Mohameda. Nenazadnje je Abu Džafar uvedel običaj, da novi kalif vedno privzame ime, ki izraža Božjo milost. Osebno je privzel ime al-Mansur ("obdarjen z zmago"). Zaradi svojih vojaških in gradbenih dejavnosti velja  za dejanskega ustanovitelja Abasidskega kalifata.

### Smrt
Sodobni viri opisujejo al-Mansurja kot visokega, vitkega moškega z rjavo kožo in redko brado. Pred smrtjo je al-Mansur zagotovil nasledstvo svojega sina al-Mahdija. Umrl je leta 775 na poti v Meko in bil pokopan v bližini svetega mesta. 